# Zwemmen op de Olympische Zomerspelen 2024 – 400 meter wisselslag vrouwen
De 400 meter wisselslag vrouwen op de Olympische Zomerspelen 2024 vond plaats op 29 juli 2024 in de Paris La Défense Arena. Regerend olympisch kampioen was Yui Ohashi uit Japan.

## Records
Voorafgaand aan het toernooi waren dit het wereldrecord en het olympisch record:
| Wereldrecord     | Summer McIntosh | 4.24,38 | Toronto        | 16 mei 2024     |
| Olympisch record | Katinka Hosszú  | 4.26,36 | Rio de Janeiro | 6 augustus 2016 |

## Uitslagen
De acht snelste zwemmers in de series kwalificeerden zich voor de finale.

### Series
| Rang | Serie | Baan | Naam               | Land             | Tijd    | Bijz. |
| ---- | ----- | ---- | ------------------ | ---------------- | ------- | ----- |
| 1    | 1     | 6    | Emma Weyant        | Verenigde Staten | 4.36,27 | Q     |
| 2    | 1     | 4    | Katie Grimes       | Verenigde Staten | 4.37,24 | Q     |
| 3    | 2     | 4    | Summer McIntosh    | Canada           | 4.37,35 | Q     |
| 4    | 1     | 5    | Freya Colbert      | Groot-Brittannië | 4.37,62 | Q     |
| 5    | 2     | 6    | Mio Narita         | Japan            | 4.37,84 | Q     |
| 6    | 2     | 7    | Ella Ramsay        | Australië        | 4.39,04 | Q     |
| 7    | 2     | 1    | Ellen Walshe       | Ierland          | 4.39,97 | Q     |
| 8    | 1     | 7    | Katie Shanahan     | Groot-Brittannië | 4.40,40 | Q     |
| 9    | 2     | 5    | Jenna Forrester    | Australië        | 4.40,55 |       |
| 10   | 2     | 3    | Anastasia Gorbenko | Israël           | 4.41,64 |       |
| 11   | 1     | 1    | Ella Jansen        | Canada           | 4.42,06 |       |
| 12   | 2     | 8    | Emma Carrasco      | Spanje           | 4.43,13 |       |
| 13   | 2     | 2    | Ageha Tanigawa     | Japan            | 4.43,18 |       |
| 14   | 1     | 3    | Vivien Jackl       | Hongarije        | 4.44,47 |       |
| 15   | 1     | 2    | Sara Franceschi    | Italië           | 4.48,89 |       |
| 16   | 1     | 8    | Anja Crevar        | Servië           | 4.49,16 |       |

### Finale
| Rang   | Naam | Land            | Tijd             | Baan    | Bijz. |
| ------ | ---- | --------------- | ---------------- | ------- | ----- |
| Goud   | 3    | Summer McIntosh | Canada           | 4.27,71 |       |
| Zilver | 5    | Katie Grimes    | Verenigde Staten | 4.33,40 |       |
| Brons  | 4    | Emma Weyant     | Verenigde Staten | 4.34,93 |       |
| 4      | 6    | Freya Colbert   | Groot-Brittannië | 4.35,67 |       |
| 5      | 7    | Ella Ramsay     | Australië        | 4.38,01 |       |
| 6      | 2    | Mio Narita      | Japan            | 4.38,83 |       |
| 7      | 8    | Katie Shanahan  | Groot-Brittannië | 4.40,17 |       |
| 8      | 1    | Ellen Walshe    | Ierland          | 4.40,70 |       |